# 饗談
饗談（きょうだん），尾張國大名織田信長所籌組的忍者組織，主要活動區域在現今的愛知縣一帶，但是存在的孤證僅在忍術書萬川集海中，所以可能是虛構。

## 事蹟
萬川集海第一帖卷第一「忍術問答」曾載，桶狹間之戰時織田信長驅使名為饗談的忍者取得勝利，並將忍者送入尾張國犬山城、三河國鵜殿城。當時織田信長的家臣中存在一名疑似來自甲賀且為信長由浪人拔擢的岩室重休，而甲賀五十三家裏也有岩室氏，因而後世懷疑岩室重休便是饗談的領導人。

## 關連項目
- 織田信長
- 桶狹間之戰
- 忍者